# Lubków (wieś)
Lubków – wieś w Polsce położona w województwie dolnośląskim, w powiecie bolesławieckim, w gminie Warta Bolesławiecka, na Pogórzu Kaczawskim w Sudetach, na pograniczu z Niziną Śląsko-Łużycką (Równiną Chojnowską).

## Podział administracyjny
W latach 1975–1998 miejscowość administracyjnie należała do województwa legnickiego.

## Położenie
Przez miejscowość przepływa rzeczka Bobrzyca, dopływ Bobru.

## Nazwa
W kronice łacińskiej Liber fundationis episcopatus Vratislaviensis (pol. Księga uposażeń biskupstwa wrocławskiego) spisanej za czasów biskupa Henryka z Wierzbna w latach 1295–1305 miejscowość wymieniona jest w zlatynizowanej formie Lubcow.

## Zabytki
Do wojewódzkiego rejestru zabytków wpisane są:
- cmentarz ewangelicki (nieczynny) z początku XVIII wieku
- zespół pałacowy z drugiej połowy XVIII wieku:
  - pałac, nr rej.: A/3165/988 z 1.09.1963
  - budynek gospodarczy
  - park
- zespół pałacowy, nr rej.: A/3169/1030/L z 24.10.1995:
  - pałac,
  - dom zarządcy
  - dwie oficyny mieszkalne
  - stajnia
  - dwie obory
  - spichlerz
  - stodoła
  - park
- dwór, obecnie dom nr 2, z 1757 roku, przebudowany w drugiej połowy XIX wieku
- dom nr 11, szachulcowy, z 1806 roku